# Oppedette
Oppedette é uma comuna francesa na região administrativa da Provença-Alpes-Costa Azul, no departamento dos Alpes da Alta Provença. Estende-se por uma área de 8,49 km². Em 2010 a comuna tinha 53 habitantes (densidade: 6,2 hab./km²).